# Albrecht Krieger
Albrecht Krieger (* 30. März 1663 in Nürnberg; † 11. November 1726 in Leipzig) war ein deutscher Medailleur und Stempelschneider an der Münzstätte Leipzig.

Siegel und Unterschrift Albrecht Kriegers, 1717 („Albrecht Krieger. Königl. Pohln. u. Churfürstl. S. verpflichteter Münz Eisenschneider.“)

## Leben
Albrecht Krieger wurde 1663 in Nürnberg geboren und in der dortigen evangelischen Sankt-Lorenz-Kirche getauft. Sein Vater Johann Krieger (* 1621) war Teppichmacher und Garnfärber. Aus dessen Ehe mit Rosina, eine geborene Baumeister, gingen mindestens elf Kinder hervor. Bei zwei der Brüder Albrechts handelt es sich um die bedeutenden Musiker Johann Philipp Krieger, der vor allem in Weißenfels arbeitete, und Johann Krieger, der hauptsächlich in Zittau tätig war.
Nach Beendigung von Schul- und Lehrzeit muss sich Albrecht Krieger um 1689 in Weißenfels aufgehalten haben, wo sein Bruder Johann Philipp als Kapellmeister wirkte. Die ersten Medaillen von der Hand des Künstlers lassen sich in jenem Jahr auf den Tod des dortigen Herzogs Christian von Sachsen-Weißenfels nachweisen. Mögliche Ausbildungsreisen könnten Krieger etwa nach Augsburg zu dem herausragenden Barockmedailleur und Münzgraveur Philipp Heinrich Müller sowie nach Stockholm zu dem gleichfalls hervorstechenden Medaillenkünstler Arvid Karlsteen geführt haben. Mitte der 1690er Jahre arbeitete Krieger unter dem ebenso aus Nürnberg stammenden Medailleur und Stempelschneider Martin Heinrich Omeis an der Münzstätte Dresden.
Um 1697 siedelte sich Krieger in Leipzig an, wo er spätestens ab 1706 im Gasthof „Zum Birnbaum“ auf der Hainstraße wohnte, den der kursächsische Steuerbeauftragte Johann Friedrich Roth führte. In dieser Stadt, die sich als Kriegers endgültige Wirkungsstätte erwies, entstanden die meisten der ihm zuweisbaren Medaillenkunstwerke. Gleichzeitig war er zwischen 1707 und 1714 an der dortigen Münzstätte als Stempelschneider bestallt. Unter der Verantwortung von Münzmeister Ernst Peter Hecht war der Künstler somit für das Gravieren der Münzprägestempel zuständig. Ungefähr ab 1709 bis 1717 bildete er den später vor allem in Russland wirkenden Medailleur Anton Schultz aus. 1726 verstarb Krieger unverheiratet und kinderlos 63-jährig in Leipzig.

Vorderseite einer Medaille von Albrecht Krieger auf das Reichsvikariat Augusts des Starken von 1711, Silber, ca. 55 g, Ø 49,5 mm

Dazugehörige Rückseite

## Schaffen
Mit 234 dem Künstler bisher zugewiesenen Medaillen hat Krieger ein überdurchschnittlich umfangreiches Œuvre vorgelegt. Im Vordergrund stehen diesbezüglich Ausgabeanlässe, die mit seinem Landesherrn August dem Starken, aber auch mit den Herzögen von Sachsen-Weißenfels verknüpft sind. Krönungen, Hochzeiten, Geburtstage, Todesfälle und vergleichbare, den Lebenszyklus der Landesfürsten und deren Familien betreffende Ereignisse nehmen dabei eine zentrale Position ein. Weiterhin gehen auf Krieger zahlreiche Miszellanmedaillen zurück, also Werke, die oftmals religiös oder moralisch konnotiert sind. 
Die dafür erforderliche Stempelanfertigung erfolgte gewöhnlich auf Initiative Kriegers, in der Hoffnung, kaufwillige Abnehmer für die darauf zurückgehenden Kunstwerke zu finden. Aber auch Auftragsarbeiten, hauptsächlich für das Haus Sachsen-Weißenfels, spielen im Werk des Leipziger Meisters eine Rolle.
Einige der von Krieger verwendeten Motive gehen unzweifelhaft auf Vorlagen zurück. Dabei stand vor allem die Nachahmung diverser Druckgrafiken, antiker Münzen und Werke anderer, häufig zeitgenössischer Medaillenkünstler im Mittelpunkt.
Sämtliche seiner Kunstwerke stellte Krieger mittels Prägeverfahren her. Dafür konnte er auf eine Spindelpresse zurückgreifen, die man in der Leipziger Münze aufgestellt hatte und die er trotz Einstellung des Münzbetriebes 1714 bis an sein Lebensende nutzen durfte. Für die Vermarktung der dort produzierten Gepräge setzte der Meister vordergründig immer wieder aktualisierte Verkaufslisten ein. Zusätzlich entstanden zahlreiche Medaillenbegleitzettel, die – vergleichbar mit den Listen – über Anlass, Inhalt und Preis des jeweiligen Schaustückes informieren.
Im Gegensatz zur großen Mehrheit der in seiner Schaffensperiode tätigen Medailleure wird das Œuvre Kriegers unter anderem dadurch gekennzeichnet, dass er weitgehend auf eine Signatur verzichtete. Über seine Beweggründe ließ sich bisher jedoch kaum Klarheit verschaffen. 30 Prozent seiner Medaillenarbeiten, und damit nahezu jede dritte Prägung, weisen allerdings kleine fünfblättrige Rosetten auf. Womöglich verwendete der Künstler diese als Signet. Warum er diese Zeichen allerdings nicht immer nutzte, ist unbekannt.
Krieger darf neben dem bedeutenden und hauptsächlich in Dresden wirkenden Medailleur Heinrich Paul Großkurt sowie dem in Gotha tätigen Christian Wermuth, dessen Schaffen sich durch eine außergewöhnliche Produktivität auszeichnet, als einer der wichtigsten Vertreter barocker Medaillenkunst Mitteldeutschlands im ersten Viertel des 18. Jahrhunderts gelten.